# Hyde County (North Carolina)
Hyde County ist ein County im Bundesstaat North Carolina der Vereinigten Staaten. Der Verwaltungssitz (County Seat) ist Swanquarter.

## Geographie
Das County liegt im Osten von North Carolina, durch die vorgelagerten Halbinseln vom Atlantik getrennt und hat eine Fläche von 3688 Quadratkilometern, wovon 2101 Quadratkilometer Wasserfläche sind. Es grenzt im Uhrzeigersinn an folgende Countys: Tyrrell County, Carteret County, Pamlico County, Beaufort County und Washington County.
Hyde County ist in fünf Townships aufgeteilt: Currituck, Fairfield, Lake Landing, Ocracoke und Swan Quarter.

## Geschichte
Hyde County wurde 1705 aus dem ehemaligen Wickham County gebildet. Benannt wurde es nach dem Gouverneur Edward Hyde.

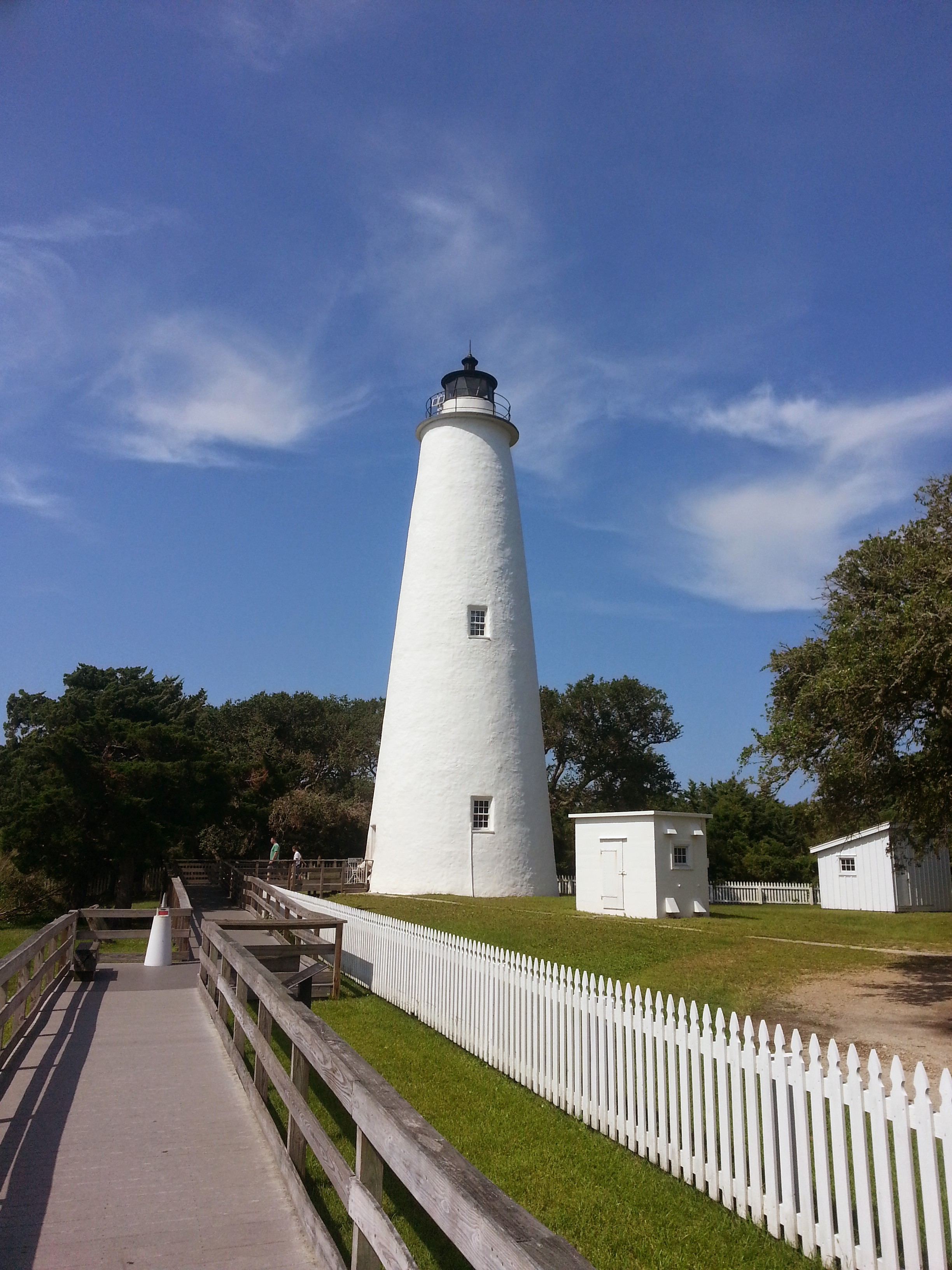
Die Ocracoke Light Station (2014) ist einer von zehn Einträgen des Countys im National Register of Historic Places.

Zehn Bauwerke und Stätten des Countys sind insgesamt im National Register of Historic Places eingetragen (Stand 3. März 2018).

## Demografische Daten
Nach der Volkszählung im Jahr 2000 lebten im Hyde County 5826 Menschen in 2185 Haushalten und 1433 Familien. Die Bevölkerungsdichte betrug 4 Einwohner pro Quadratkilometer. Ethnisch betrachtet setzte sich die Bevölkerung zusammen aus 62,65 Prozent Weißen, 35,07 Prozent Afroamerikanern, 0,31 Prozent amerikanischen Ureinwohnern, 0,36 Prozent Asiaten und 0,84 Prozent aus anderen ethnischen Gruppen; 0,77 Prozent stammten von zwei oder mehr Ethnien ab. 2,25 Prozent der Bevölkerung waren spanischer oder lateinamerikanischer Abstammung.
Von den 2185 Haushalten hatten 26,4 Prozent Kinder unter 18 Jahren, die bei ihnen lebten. 48,7 Prozent davon waren verheiratete, zusammenlebende Paare, 13,1 Prozent waren allein erziehende Mütter und 34,4 Prozent waren keine Familien. 30,6 Prozent waren Singlehaushalte und in 13,9 Prozent lebten Menschen mit 65 Jahren oder älter. Die Durchschnittshaushaltsgröße betrug 2,36 und die durchschnittliche Familiengröße war 2,94 Personen.
20,4 Prozent der Bevölkerung waren unter 18 Jahre alt. 7,9 Prozent zwischen 18 und 24 Jahre, 30,7 Prozent zwischen 25 und 44 Jahre, 24,6 Prozent zwischen 45 und 64, und 16,4 Prozent waren 65 Jahre alt oder Älter. Das Durchschnittsalter betrug 40 Jahre. Auf alle weibliche Personen kamen 112,2 männliche Personen. Auf alle Frauen im Alter von 18 Jahren oder darüber kamen 115,6 Männer.
Das jährliche Durchschnittseinkommen eines Haushalts betrug 28.444 $ und das jährliche Durchschnittseinkommen einer Familie betrug 35.558 $. Männer hatten ein durchschnittliches Einkommen von 25.216 $ gegenüber den Frauen mit 20.482 $. Das Prokopfeinkommen betrug 13.164 $. 15,4 Prozent der Bevölkerung und 10,3 Prozent der Familien lebten unterhalb der Armutsgrenze. 19,5 Prozent von ihnen sind Kinder und Jugendliche unter 18 Jahre und 23,0 Prozent sind 65 Jahre oder älter.